# Rio Dore
O rio Dore é um rio cuja bacia hidrográfica fica maioritariamente no departamento de Puy-de-Dôme, no centro da França. Com cerca de 134 km de comprimento, é um dos três principais afluentes do rio Allier (com o rio Sioule e o rio Alagnon). Nasce nos monts du Livradois e desagua no rio Allier pela sua margem direita, 6 km a norte de Puy-Guillaume e algumas centenas de metros após entrar no departamento de Allier.
Tal como o rio Douro que corre em Espanha e Portugal, o seu nome provém da raiz hidronímica Dur-, Dora que significa 'água', 'rio'.
O rio Dore flui em geral para norte pelas seguintes comunas: Arlanc, Ambert, Courpière e Puy-Guillaume.